# Herbert Hoover
Herbert Clark Hoover, född 10 augusti 1874 i West Branch i Iowa, död 20 oktober 1964 i New York i New York, var en amerikansk ingenjör, affärsman och republikansk politiker som var USA:s president åren 1929–1933 under början av den stora depressionen. Före presidentskapet hade han varit USA:s handelsminister åren 1921–1928.

## Bakgrund
Herbert Clark Hoover föddes den 10 augusti 1874 i West Branch i Iowa. Han är den enda amerikanska presidenten som kommit från delstaten Iowa.
Han började studera till ingenjör vid Stanford University 1891 och tog examen därifrån 1895. Han arbetade därefter som gruvingenjör i Kalifornien. År 1897 fortsatte han sitt arbete i Australien. Från april 1899 till augusti 1900 levde och arbetade han som gruvingenjör i Kina. 1902 ingick han som delägare i en ingenjörsfirma och etablerade 1907 ett eget gruvföretag med kontakter runt om i världen.
Han gifte sig 1899 med Lou Henry Hoover.

## Politisk karriär
Hoover inledde sin politiska karriär under första världskriget, då han, i egenskap av ansvarig för livsmedelsförsörjningen i USA, på uppdrag av dåvarande president Woodrow Wilson, organiserade amerikanska hjälpsändningar av mat till det krigsdrabbade Europa.
Den 5 mars 1921 tillträdde han som USA:s handelsminister under president Warren G. Harding. Hoover blev därefter republikanernas presidentkandidat i presidentvalet 1928, ett val som han vann före demokraternas presidentkandidat Al Smith efter att ha vunnit 444 elektorsröster efter att ha fått majoriteten av rösterna i 40 delstater.
Hoover tillträdde som USA:s president den 4 mars 1929. Hans presidentskap kom att präglas av att försöka bekämpa den ekonomiska krisen under den stora depressionen. Detta försökte han göra genom att uppmuntra företagen, en politik som emellertid misslyckades och Hoover kom att få bära skulden för de svåra åren i USA i början av 1930-talet. I presidentvalet 1932 förlorade han stort mot demokraternas presidentkandidat Franklin D. Roosevelt.
Under 1930- och 40-talet kritiserade Hoover sin efterträdare Roosevelts New Deal-politik samt denne presidents internationalistiska utrikespolitik. Hoover var under senare delen av sitt liv en tongivande isolationist inom republikanerna. Inför presidentvalet 1940 försökte han på nytt bli nominerad till republikanernas presidentkandidat men misslyckades, istället valdes kandidaten Wendell Willkie.
Efter Roosevelts död blev Hoover rådgivare till den nye presidenten Harry S. Truman, som 1947 utsåg expresidenten att leda en kommission, Hooverkommissionen, med uppgift att se över departementsorganisationen. President Dwight D. Eisenhower utsåg honom till ordförande i den andra Hooverkommissionen, med likartat uppdrag, 1953.
Trots sin vänskap med president Truman kritiserade han dennes utrikespolitiska åtaganden i Europa och ansåg istället att man skulle rusta upp det militära försvaret i USA, särskilt inom flottan. Han var hårdför antikommunist och ansåg att västvärlden skulle förena sig mot den gudlösa kommunismen.
Strax före sin död 1964 gav han sitt stöd till republikanernas presidentkandidat i presidentvalet 1964, den konservative Arizonasenatorn Barry Goldwater.

### Eftermäle
Hoovers presidentbibliotek ligger i hans hemstad West Branch i Iowa.
Han fick 1947 ge namn åt Hooverdammen.
Han grundlade Hoover Institution som är beläget vid Stanford University och som har haft många framstående utrikes- och säkerhetspolitiska tänkare inom det republikanska partiet som elever, bland annat den tidigare amerikanska utrikesministern Condoleezza Rice.
Han promoverades 1938 till hedersdoktor vid Helsingfors universitet.
Asteroiderna 932 Hooveria och 1363 Herberta är uppkallad efter honom. 

### Utnämningar till Högsta domstolen
Under tiden som president utsåg Hoover tre domare till USA:s högsta domstol. Han bröt vid ett fall mot partilinjen genom att utse demokraten Benjamin Cardozo, med motiveringen att han ville ha en stark minoritet från oppositionspartiet i domstolen.
- Charles Evans Hughes, 1930 (chefsdomare)
- Owen J. Roberts, 1930
- Benjamin N. Cardozo, 1932